# Сезон збірної СРСР з футболу 1952
| Збірна СРСР у сезоні 1952 | Збірна СРСР у сезоні 1952 |
| ------------------------- | ------------------------- |
| Виступ на Олімпіаді       | 1/8 фіналу                |
| Старший тренер            | Борис Аркадьєв            |
| Капітан                   | Всеволод Бобров           |
| Бомбардир                 | Всеволод Бобров (5 голів) |
| Наступний сезон           | 1954                      |

1952 року збірна СРСР провела три офіційних поєдинки. На літніх Олімпійських іграх зіграла один матч зі збірною Болгарії і два — зі збірною Югославії.
В іграх брали участь 15 гравців. Восьмеро захищали кольори національної команди в усіх поєдинках: воротар — Леонід Іванов («Зеніт» Ленінград); захисники — Костянтин Крижевський (ВПС Москва), Анатолій Башашкін, Юрій Нирков (обидва — ЦБРА Москва); півзахисники — Ігор Нетто («Спартак» Москва), Олександр Петров (ЦБРА Москва); нападники — Василь Трофімов («Динамо» Москва) і Всеволод Бобров (ВПС Москва). Найкращий бомбардир — Бобров (5 забитих м'ячів).
Літні Олімпійські ігри.1/16 фіналу.
| 15 липня 1952 |

| СРСР                    | 2 – 1 | Болгарія  |
| ----------------------- | ----- | --------- |
| Бобров 20' Трофімов 20' | Звіт  | Колєв 95' |

| Котка, Фінляндія Глядачів: 10 950 Арбітр: Іштван Жолт (Угорщина) |

|                |                       |  |
|                |                       |  |
| ВР             | Леонід Іванов         |  |
| ЗХ             | Костянтин Крижевський |  |
| ЗХ             | Анатолій Башашкін     |  |
| ЗХ             | Юрій Нирков           |  |
| ПЗ             | Олександр Петров      |  |
| ПЗ             | Ігор Нетто            |  |
| НП             | Василь Трофімов       |  |
| НП             | Олександр Тенягін     |  |
| НП             | Всеволод Бобров       |  |
| НП             | Автанділ Гогоберідзе  |  |
| НП             | Анатолій Ільїн        |  |
| Тренер:        |                       |  |
| Борис Аркадьєв |                       |  |

|            |                   |  |
|            |                   |  |
| ВР         | Апостол Соколов   |  |
| ЗХ         | Георгій Василєв   |  |
| ЗХ         | Манол Манолов     |  |
| ЗХ         | Борис Апостолов   |  |
| ПЗ         | Стефан Божков     |  |
| ПЗ         | Трайчо Петков     |  |
| НП         | Дімітар Міланов   |  |
| НП         | Іван Колєв        |  |
| НП         | Панайот Панайотов |  |
| НП         | Петар Аргіров     |  |
| НП         | Крум Янев         |  |
| Тренер:    |                   |  |
| Крум Мілев |                   |  |

Літні Олімпійські ігри. 1/8 фіналу.
| 20 липня 1952 |

| СРСР                                         | 5 – 5 | Югославія                                  |
| -------------------------------------------- | ----- | ------------------------------------------ |
| Бобров 53', 77', 87' Трофімов 75' Петров 89' | Звіт  | Мітич 29' Огнянов 33', 46' Зебець 44', 59' |

| Тампере, Фінляндія Глядачів: 17 392 Арбітр: Артур Елліс (Англія) |

|                |                       |  |
|                |                       |  |
| ВР             | Леонід Іванов         |  |
| ЗХ             | Костянтин Крижевський |  |
| ЗХ             | Анатолій Башашкін     |  |
| ЗХ             | Юрій Нирков           |  |
| ПЗ             | Олександр Петров      |  |
| ПЗ             | Ігор Нетто            |  |
| НП             | Василь Трофімов       |  |
| НП             | Валентин Ніколаєв     |  |
| НП             | Всеволод Бобров       |  |
| НП             | Фрідріх Марютін       |  |
| НП             | Костянтин Бєсков      |  |
| Тренер:        |                       |  |
| Борис Аркадьєв |                       |  |

|                    |                    |  |
|                    |                    |  |
| ВР                 | Владимир Беара     |  |
| ЗХ                 | Бранко Станкович   |  |
| ЗХ                 | Томислав Црнкович  |  |
| ЗХ                 | Златко Чайковський |  |
| ПЗ                 | Вуядін Бошков      |  |
| ПЗ                 | Івиця Хорват       |  |
| НП                 | Тихомир Огнянов    |  |
| НП                 | Райко Мітич        |  |
| НП                 | Бернард Вукас      |  |
| НП                 | Степан Бобек       |  |
| НП                 | Бранко Зебець      |  |
| Тренер:            |                    |  |
| Мілорад Арсеньєвич |                    |  |

Літні Олімпійські ігри. 1/8 фіналу (додатковий матч).
| 22 липня 1952 |

| СРСР      | 1 – 3 | Югославія                                  |
| --------- | ----- | ------------------------------------------ |
| Бобров 6' | Звіт  | Мітич 19' Бобек 29' (пен.) Чайковський 54' |

| Тампере, Фінляндія Глядачів: 19 616 Арбітр: Артур Елліс (Англія) |

|                |                       |  |
|                |                       |  |
| ВР             | Леонід Іванов         |  |
| ЗХ             | Костянтин Крижевський |  |
| ЗХ             | Анатолій Башашкін     |  |
| ЗХ             | Юрій Нирков           |  |
| ПЗ             | Олександр Петров      |  |
| ПЗ             | Ігор Нетто            |  |
| НП             | Василь Трофімов       |  |
| НП             | Валентин Ніколаєв     |  |
| НП             | Всеволод Бобров       |  |
| НП             | Костянтин Бєсков      |  |
| НП             | Автанділ Чкуаселі     |  |
| Тренер:        |                       |  |
| Борис Аркадьєв |                       |  |

|                    |                    |  |
|                    |                    |  |
| ВР                 | Владимир Беара     |  |
| ЗХ                 | Бранко Станкович   |  |
| ЗХ                 | Томислав Црнкович  |  |
| ЗХ                 | Златко Чайковський |  |
| ПЗ                 | Вуядін Бошков      |  |
| ПЗ                 | Івиця Хорват       |  |
| НП                 | Тихомир Огнянов    |  |
| НП                 | Райко Мітич        |  |
| НП                 | Бернард Вукас      |  |
| НП                 | Степан Бобек       |  |
| НП                 | Бранко Зебець      |  |
| Тренер:            |                    |  |
| Мілорад Арсеньєвич |                    |  |